# Grotte de Los Casares
La grotte de los Casares est une grotte ornée et un site archéologique situé dans la commune de Riba de Saelices, dans la province de Guadalajara, en Castille-La Manche, en Espagne,. Elle a été classée Bien d'intérêt culturel en 1935 (cote RI-51-0001089).

## Situation
La grotte de los Casares est située dans le parc naturel du Haut-Tage, sur les rives de la rivière Linares, à 1 162 m d'altitude et à environ 14 km en aval de la grotte de la Hoz.

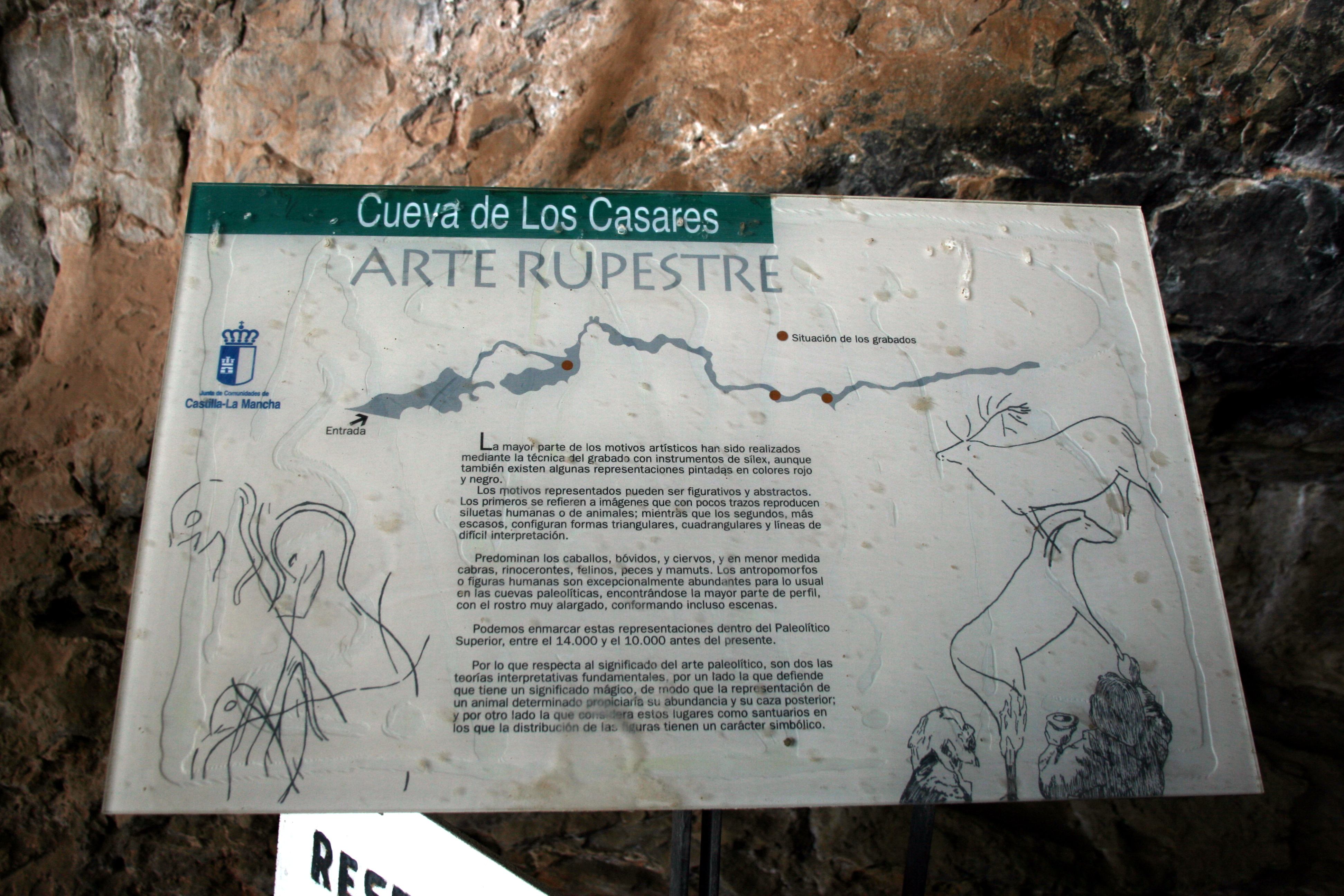
Panneau pédagogique

## Historique
La grotte est connue depuis au moins la première moitié du XIXe siècle, mais aucune référence aux gravures n'a été faite avant 1933.
Les gravures pariétales ont été découvertes par les frères Rufo et Claudio Ramírez, Rufo étant professeur à l'école de Riba de Saelices. Ils en parlèrent à Francisco Layna Serrano (es), médecin et historien de la province de Guadalajara, qui parla dans ses chroniques d'« étranges serpents enroulés qui se formaient sur le sol ».
Quelques années plus tard, en 1932, l'archéologue Juan Cabré Aguilo, accompagné de sa fille Encarnación Cabré (auteur de nombreuses copies des gravures), commença un travail archéologique et photographique sur les gravures, obtenant ainsi l'inscription de la grotte comme Monument National en 1934. Cette reconnaissance eut à l'époque un grand écho public, avec des articles publiés dans les journaux anglais et allemands. Des préhistoriens européens de renom, tels qu'Henri Breuil et Hugo Obermaier, furent invités à mener des recherches sur place, chacun exprimant son point de vue sur l'ancienneté et l'importance des gravures.
Le déclenchement de la guerre civile espagnole paralysa toutes les études de Juan Cabré. Pendant la guerre, et en raison du peu d'importance que les habitants accordaient à la grotte et aux gravures, beaucoup d'entre elles ont été endommagées, des graffitis et des signatures ont été gravés dessus. Ce n'était cependant pas la première fois que les gravures subissaient des dommages, car il y a une tour de guet arabe au-dessus de l'entrée de la grotte, et ces soldats furent les premiers à la visiter et à laisser des traces de leur passage.
À la fin de la guerre, Juan Cabré fut désagréablement surpris par ces actes de vandalisme, et il paya lui-même une clôture pour éviter de futurs dommages.

## Art pariétal
La grotte contient environ 200 gravures pariétales, ainsi que quelques peintures très détériorées. On y trouve des gravures d'animaux rarement représentés ailleurs, comme celle d'un carcajou.
Cette grotte est célèbre pour sa série de gravures considérées comme la première représentation de la reproduction humaine. Parmi elles se distinguent des actes et des états tels que la copulation (une des trois représentations connues dans l'art pariétal), la grossesse, l'accouchement et la vie de famille.
Juan Cabré a daté les gravures entre 30 000 et 25 000 ans avant le présent (AP). Des auteurs plus récents penchent pour 25 000 ans AP, ce qui correspondrait au Solutréen ancien. Ce type de gravure n'avait jamais été trouvé auparavant dans la péninsule Ibérique.

## Occupation néandertalienne
La grotte de los Casares a également livré un métacarpe néandertalien et une industrie lithique moustérienne, associée aux Néandertaliens du Paléolithique moyen.

## Galerie

Gravures pariétales
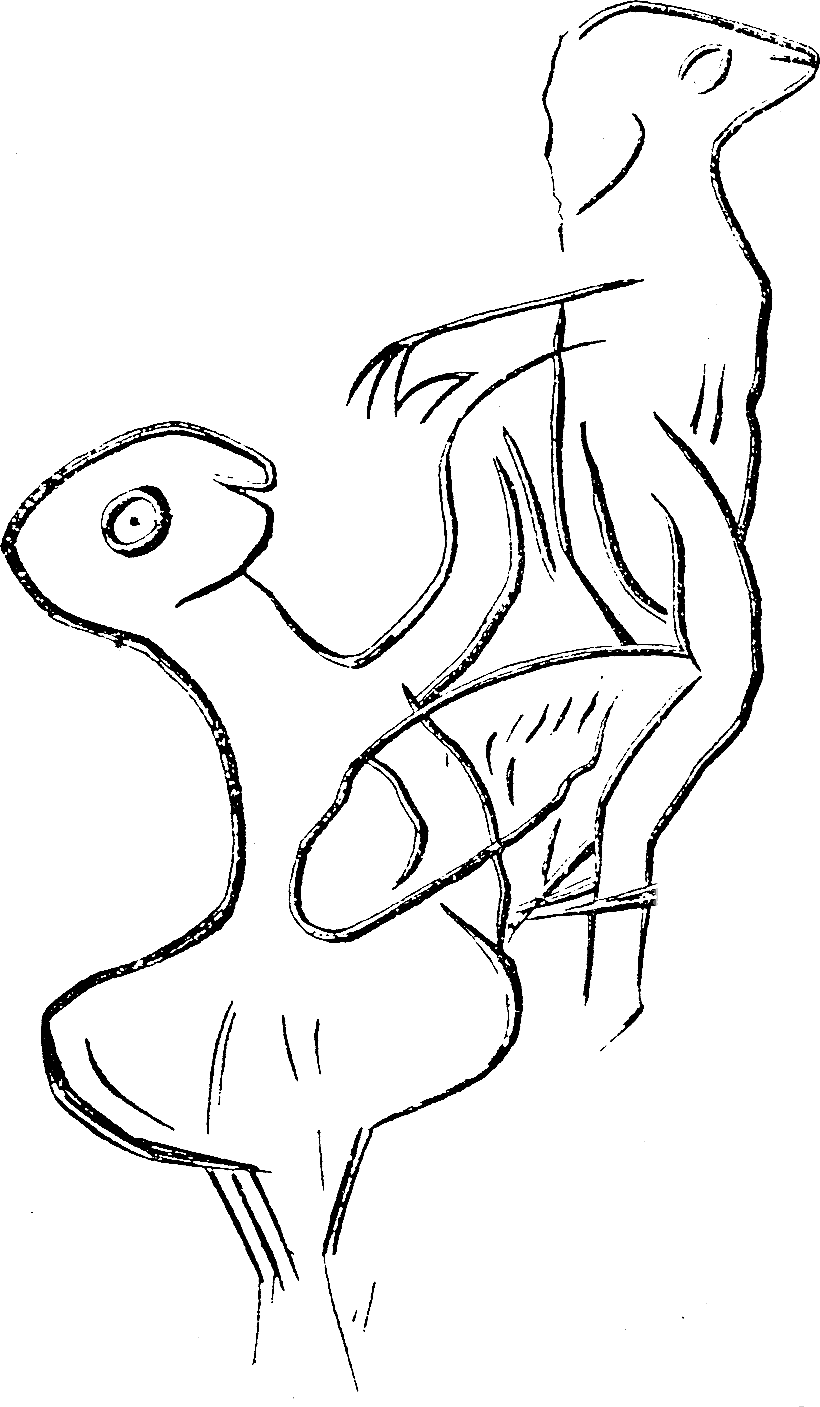
Ce qui est vu comme un probable acte de copulation.
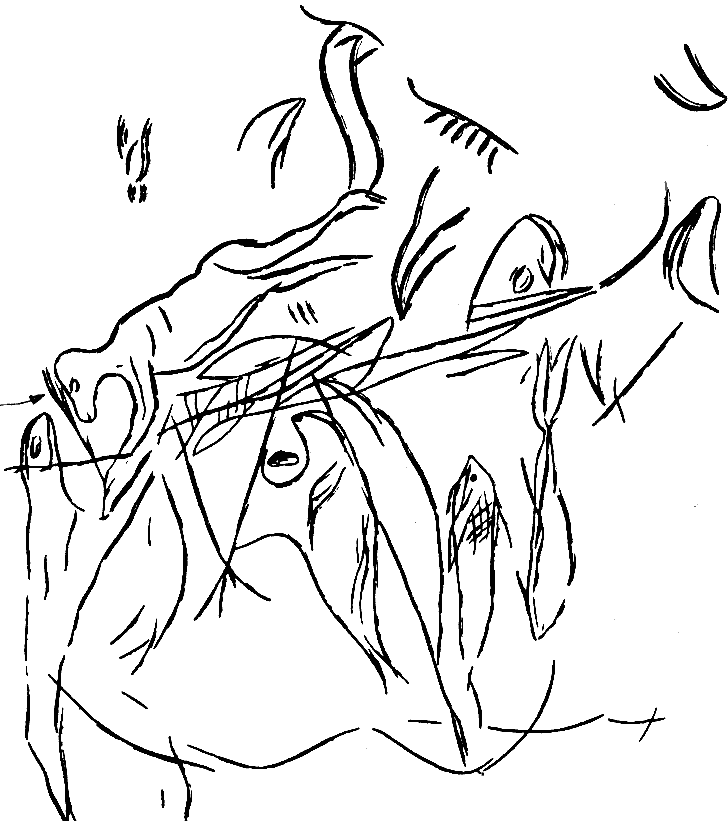
Un plongeon rituel, probablement d’un rituel chamanique (la représentation de l’entrée dans une transe ou le monde des esprits) ou d’un rite initiatique.